# Rhipidia (Rhipidia) longurio
Rhipidia (Rhipidia) longurio is een tweevleugelige uit de familie steltmuggen (Limoniidae). De soort komt voor in het Neotropisch gebied.